# Man

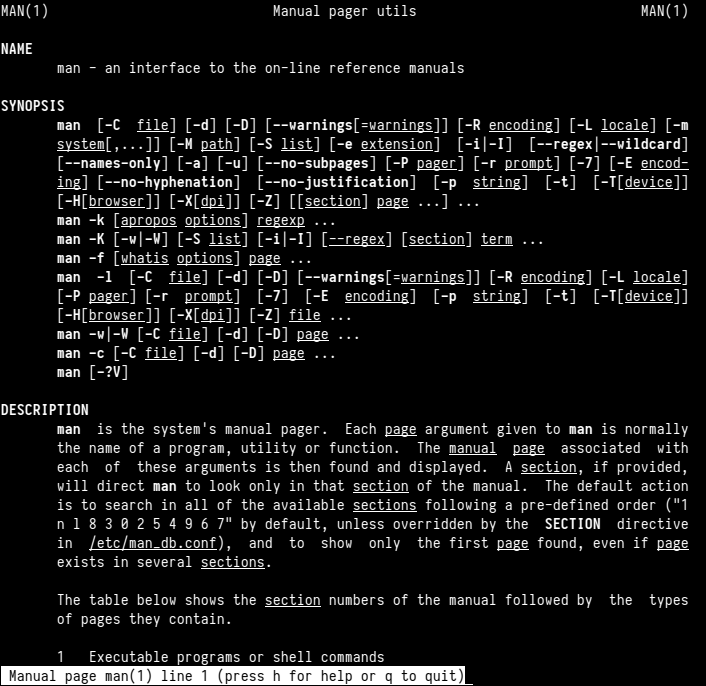
Екран з виведеною довідкою про команду man

man (від англ. manual — керівництво, посібник) — команда Unix, призначена для форматування й виведення довідкових сторінок.

## Використання
Щоб одержати довідку про використання команди man, слід набрати
```
 
man
 
man

```

Щоб одержати довідку про якусь <команду>, слід набрати
```
 
man
 
<команда>

```

Це основний спосіб отримання підказки практично в усіх UNIX-системах. Сторінки керівництва man у Linux поділені на такі секції:
| Секція | Зміст                             |
| ------ | --------------------------------- |
| 1      | Команди користувача               |
| 2      | Системні виклики                  |
| 3      | Бібліотечні виклики (підпрограми) |
| 4      | Пристрої                          |
| 5      | Формати файлів                    |
| 6      | Ігри                              |
| 7      | Різне                             |
| 8      | Системні команди                  |
| 9      | Ядро (kernel internals)           |
| n      | Команди Tcl/Tk                    |

Порядок перерахування секцій у цій таблиці відповідає розташуванню файлів з інформацією у підкаталогах каталогу /usr/man. Команда man шукає потрібну інформацію, проглядаючи ці підкаталоги в порядку, наведеному в таблиці.
Для навігації в довідковій системі man можна користуватись клавішами ↑ та ↓ для порядко́вого переходу, PgUp і PgDn для посторінко́вого переходу вгору та вниз відповідно. Для виходу з довідкової системи використовується клавіша Q (від англ. Quit — вихід).